# 鹿野溪
鹿野溪又名北絲鬮溪，位於台灣東南部，為卑南溪支流，流域分佈於台東縣中西部，包括延平鄉大部分地區、卑南鄉北端、鹿野鄉南端及海端鄉西南端。主流發源於標高3,293公尺的卑南主山東南側，向東南流至楓山附近轉東流，經清水、紅葉、延平，於榕山附近注入卑南溪。

## 水系主要河川
- 鹿野溪
  - 鹿鳴溪
  - 松風溪
  - 瓦崗溪

## 主要橋樑

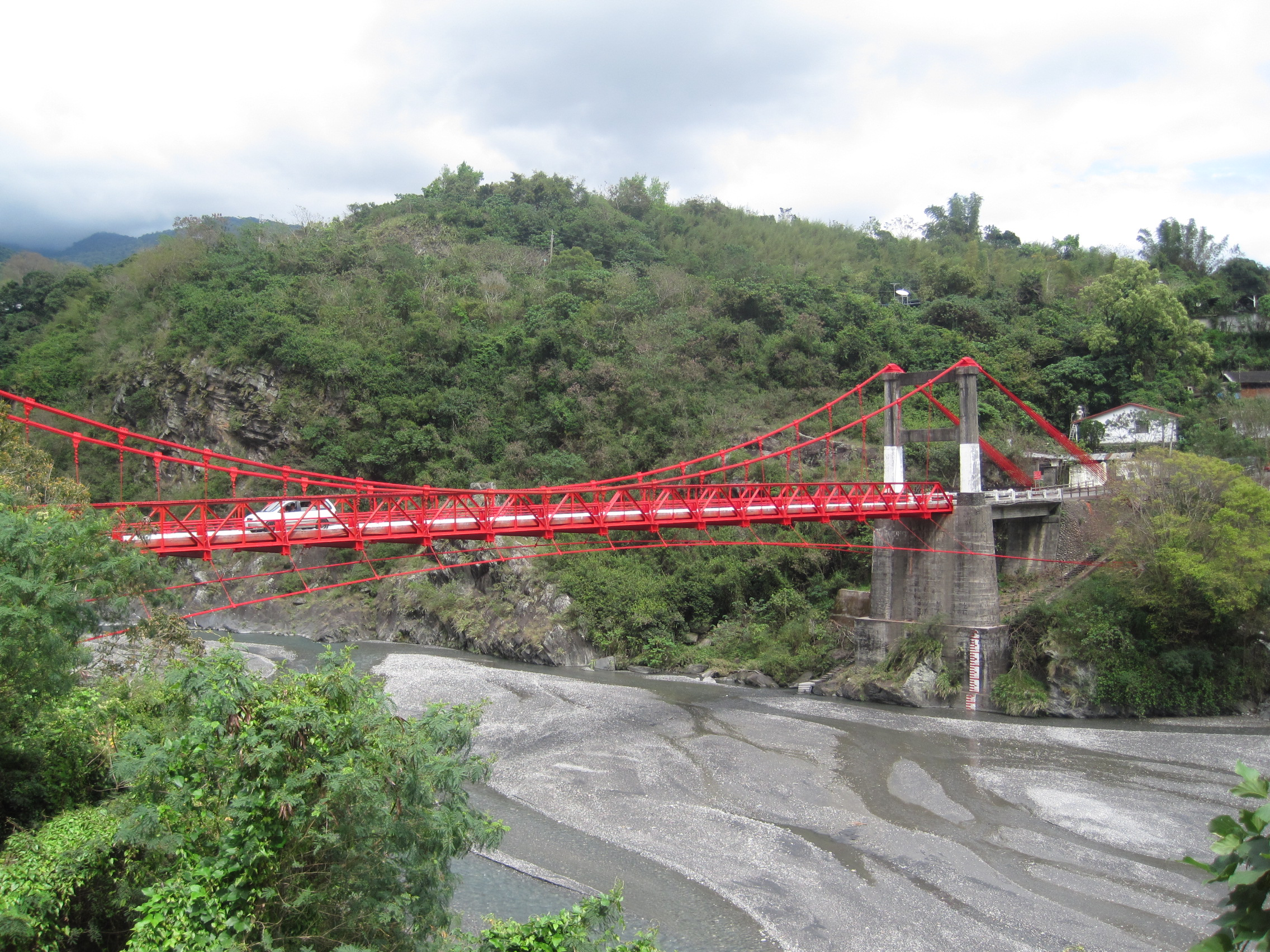
鹿野溪上的舊鹿鳴吊橋（2013.2.11攝）

以下由河口至源頭列出主流上之主要橋樑：
- 臺鐵鹿野溪橋（臺鐵臺東線）
- 鹿鳴橋（省道臺9線）
- 舊鹿鳴橋（吊橋）
- 紅葉橋
- 無名吊橋
- 清水橋（鄉道東36線，又名紅葉產業道路）
- 無名吊橋（內本鹿越嶺古道）